# Katedra św. Józefa w Imphalu
Katedra św. Józefa w Imphalu jest rzymskokatolicką katedrą w indyjskim mieście Imphal oraz siedzibą arcybiskupa Imphalu i główną świątynią archidiecezji Imphal. Katedra znajduje się w dzielnicy Mantripukhri, przy ulicy NH39.
Została wybudowana w 1999. Posiada 5 wież. Proboszczem parafii katedralnej jest Joseph Charakunath.